# Dècada del 250 aC

## Esdeveniments
- Guerra entre Cartago i Roma
- Fortificacions urbanes a Vietnam
- L'imperi indi Ashoka unifica els regnes tribals i imposa el budisme com a religió oficial
- Hel·lenització de Síria i Egipte
- Els celtes ocupen la Gàl·lia
- Es fabrica a Bagdad un estri que segons alguns arqueòlegs seria una pila primitiva, fet controvertit
- Invenció de l'esfera armil·lar

## Personatges destacats
- Eratòstenes
- Hiparc de Nicea
- Ptolemeu II Filadelf